# Carolina Cruz-Neira
Carolina Cruz-Neira és una enginyera informàtica d'origen hispanoveneçolà i estatunidenc i investigadora, dissenyadora, educadora, i pionera en la recerca de la realitat virtual. És coneguda per inventar el CAVE Automatic Virtual Environment (entorn virtual automàtic). Anteriorment va treballar a la Iowa State University (ISU), la University of Louisiana a Lafayette i és actualment la directora del Centre d'Anàlisis Emergents a la Universitat d'Arkansas a Little Rock.

## Educació
Carolina Cruz-Neira va graduar-se cum laude en un grau en enginyeria de sistemes de la Universidad Metropolitana a Caracas, en 1987. Va aconseguir el grau de màster en informàtica i enginyeria elèctrica de la Universitat d'Illinois, Chicago en 1991, i el seu PhD en 1995, treballant amb l'investigador de computació gràfica Thomas DeFanti.

## Feina

### Cave Automatic Virtual Environment
La primera CAVE va ser inventada per Carolina Cruz-Neira, Daniel J. Sandin, i Thomas A. DeFanti en 1992. Per a la seua dissertació de doctorat, Cruz-Neira va dissenyar i desenvolupar la CAVE Entorn Virtual Automàtic, les seues especificacions, i implementació. Ella també va dissenyar i implementar el programari CAVELib API, ara un producte comercial. Va dissenyar l'arquitecta de l'API VR Juggler de Codi obert, un marc de desenvolupament d'aplicacions de realitat virtual de codi obert.
La CAVE és un sistema immersiu que esdevenia l'estàndard per a sistemes de Realitat Virtual basats en projeccions per darrere. El sistema complet normal consta de pantalles de projecció al llarg dels eixos frontal, lateral i de terra i un sistema de seguiment per a l'usuari.
Tot i que van utilitzar el Cave com a acrònim recursiu CAVE Automatic Virtual Environment, el nom també fa referència a la república de Plató i "L'Al·legoria de la Cova" on va explorar els conceptes de realitat i percepció humana.
Des de llavors hi ha hagut un parell offshoots de la tecnologia CAVE, incloent ImmersaDesk, Infinity Wall i sistema Oblong Industries' G-speak. L'ImmersaDesk és un sistema semi-immersive, similar a una taula de redactar, mentre la Infinity Wall està dissenyada per proveir a una habitació plena de gent, com una sala de conferències. Estenent aquest concepte, G-speak dona suport gestural entrada des de múltiples usuaris i múltiples dispositius i a una varietat de monitors.

### Vida acadèmica
Cruz-Neira va ser professora de Stanley Chair en Enginyeria Interdisciplinària i cofundadora del Centre d'Aplicacions de Realitat Virtual (VRAC) a la Universitat Estatal d'Iowa (ISU). En 2002, la Dra. Cruz-Neira va ser cofundadora i codirectora del programa de postgrau d'HIU (Human-Computer Interaction) a l'ISU.
Més tard es va continuar a la Universitat de Luisiana a Lafayette en 2005, i en 2006, fou la primera CEO i Científica en Cap de LITE (Louisiana Immersive Technologies Enterprise), una iniciativa de l'Estat de Luisiana per donar suport al desenvolupament econòmic de tecnologies immersives. De 2009 a 2014 fou la W. Hansen Hall i Mary Officer Hall/BORSF Endowed Super Chair a la Universitat de Luisiana a Lafayette.
En 2014 va ser obtindre una Beca de Recerca Arkansas de l'Aliança de Recerca d'Arkansas i reubicada a Litle Rock per dirigir el Centre d'Anàlisis Emergents a la Universitat d'Arkansas a Litle Rock.
En 2007, va rebre Premi d'Assoliment Tècnic en Realitat Virtual de la IEEE VGTC en reconeixement del desenvolupament de la CAVE. L'Associació d'Arts i Mitjans Digitals Internacionals (iDMMa) li va atorgar el Premi a la Carrera Distingida en 2009.
El web de videojocs Polygon la va reconèixer amb el guardó Top 25 VR Innovators award i nomenada per la University Herald com una de les tres dones més importants en innovació en realitat virtual.
En febrer de 2018 Cruz-Neira va ser elegida per a la National Academy of Engineering (Acadèmia Nacional d'Enginyeria dels Estats Units).